# NHK鶴岡支局

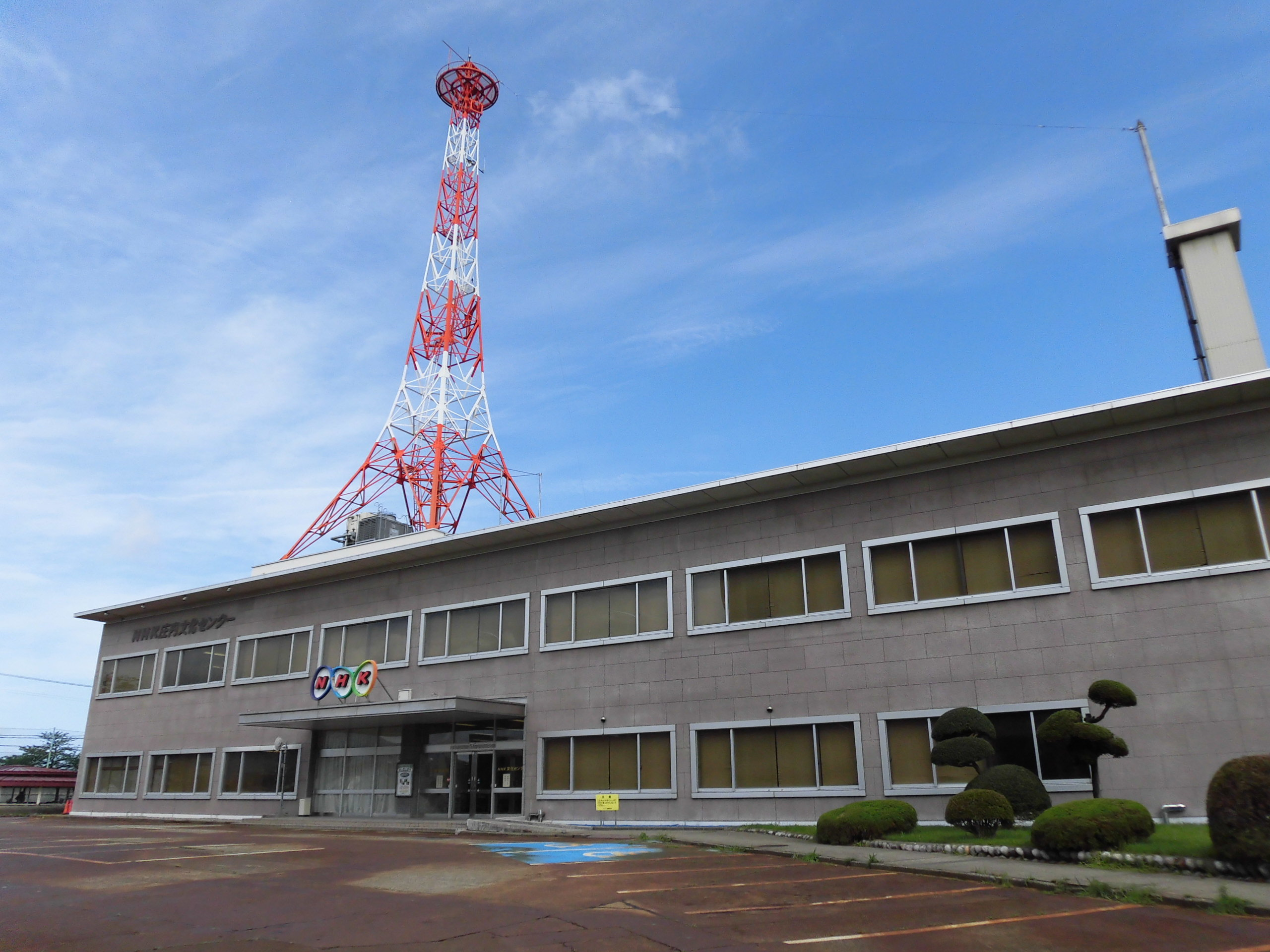
旧NHK鶴岡放送会館
（鶴岡市上畑町）

NHK鶴岡支局（エヌエイチケイつるおかしきょく）は山形県鶴岡市に所在する、NHK山形放送局の支局。

## 概要
1946年（昭和21年）4月に「NHK鶴岡放送局」として開局。以来、庄内地方向けにローカル枠を制作・放送し、新人アナウンサーの小川宏も配属され、1966年（昭和41年）には上畑町に鶴岡放送会館が完成した。しかし、1975年（昭和50年）に制作機能を山形放送局に移し、1988年（昭和63年） には同局の下部組織である支局となり、独自のコールサインも廃止となった。
その後鶴岡放送会館には、1991年（平成3年）4月にNHK文化センター庄内教室が開設され、ギャラリーも併設された。また空きスタジオには、埼玉県川口市の「NHKアーカイブス」や東京のNHK放送センターに収めきれないテープ・ディスク類などの一部が保管されていた。こうしたケースはかつて浜松支局でも見られた。
2017年（平成29年）7月に支局は移転し会館は閉鎖となった。これに伴い、文化センター庄内教室は銀座通りに移転したが、2021年（令和3年）3月で運営を終了した。だが、受講していた市民の有志らが「学びの灯を消したくない」として、新たに任意団体庄内文化センターを立ち上げ、運営を継承している。また旧会館跡地は、2022年（令和4年）4月にタカラレーベン東北に売却され、集合住宅が建てられ、2025年（令和7年）春、「レーベン鶴岡GRAN MARK TERRACE」（地上5階建て、総戸数128戸）が竣工し引き渡される。
鶴岡放送局時代の名残として、1946年（昭和21年）創立の鶴岡放送児童合唱団が活動を続けている。

## 沿革
- 1941年（昭和16年）12月31日 - 戦時体制での電波管制による難聴対策として社団法人日本放送協会の鶴岡臨時放送所として運用開始（50W）。
- 1946年（昭和21年）4月21日 - 社団法人日本放送協会 鶴岡放送局として開局。本格的なラジオ放送開始（呼出符号：JOJP）。
- 1950年（昭和25年）6月1日 - 放送法施行に伴い社団法人日本放送協会が解散。特殊法人としての日本放送協会が設立され、日本放送協会 鶴岡放送局へ移行。
- 1951年（昭和26年）7月1日 - ラジオ第2放送開始（呼出符号：JOJD）。
- 1960年（昭和35年）2月27日 - 鶴岡総合テレビジョン開局（3ch,JOJP-TV）。
- 1962年（昭和37年）
  - 11月1日 -鶴岡教育テレビジョン開局（6ch,JOJD-TV）（山形放送局と同時）。
  - 12月24日 - 羽黒ラジオ放送所へ移転。
- 1964年（昭和39年）6月16日　- 新潟地震が発生、新潟、秋田の両放送局と共に、全国に被害状況を生中継。
- 1966年（昭和41年）3月20日 - NHK鶴岡放送会館が完成。
- 1969年（昭和44年）3月1日 - FM放送本放送開始（山形局と同時）。
- 1971年（昭和46年）10月 - 総合テレビ全面カラー化。
- 1975年（昭和50年） - NHKの組織改正により鶴岡放送局の制作機能を山形放送局へ移す。
- 1976年（昭和51年）10月29日 - 酒田大火発生、鶴岡局では「第2種動員体制」で特別報道にあたる。
- 1988年（昭和63年） - 山形放送局の下部組織である鶴岡支局に移行。
- 2006年（平成18年）12月1日 - 鶴岡局エリアで地上デジタル放送開始。
- 2011年（平成23年）7月24日 - アナログ放送終了。
- 2017年（平成29年）7月 - NHK鶴岡放送会館を閉鎖、鶴岡市錦町2-68の鶴岡SSビル3階へ移転。
- 2022年（令和4年）4月26日 - 旧鶴岡放送会館跡地をタカラレーベン東北が取得。

## チャンネル・周波数
高館山送信所 （高館山）
- 総合テレビ 34ch リモコンキーID：1 出力：500W
- Eテレ 32ch リモコンキーID：2 出力：500W
- FM放送 86.0MHz 出力：250W

以下は2011年7月24日運用終了。
- 総合テレビ 3ch （旧JOJP-TV→呼出符号なし） 映像出力：1kW 音声出力:0.25kW
- 教育テレビ 6ch （旧JOJD-TV→呼出符号なし） 映像出力：1kW 音声出力:0.25kW

鶴岡ラジオ中継局
- ラジオ第1放送 1368kHz （旧JOJP→現在は呼出符号なし） 出力：1kW
- ラジオ第2放送 1035kHz （旧JOJD→現在は呼出符号なし） 出力：1kW

## 備考
- 1992年頃まではテレビのオープニング・クロージングで山形・鶴岡両コールサインとチャンネルが表示されていた。
- ニュース中継用のCNG車が現在でも配備されている。